# ぶちゴマ

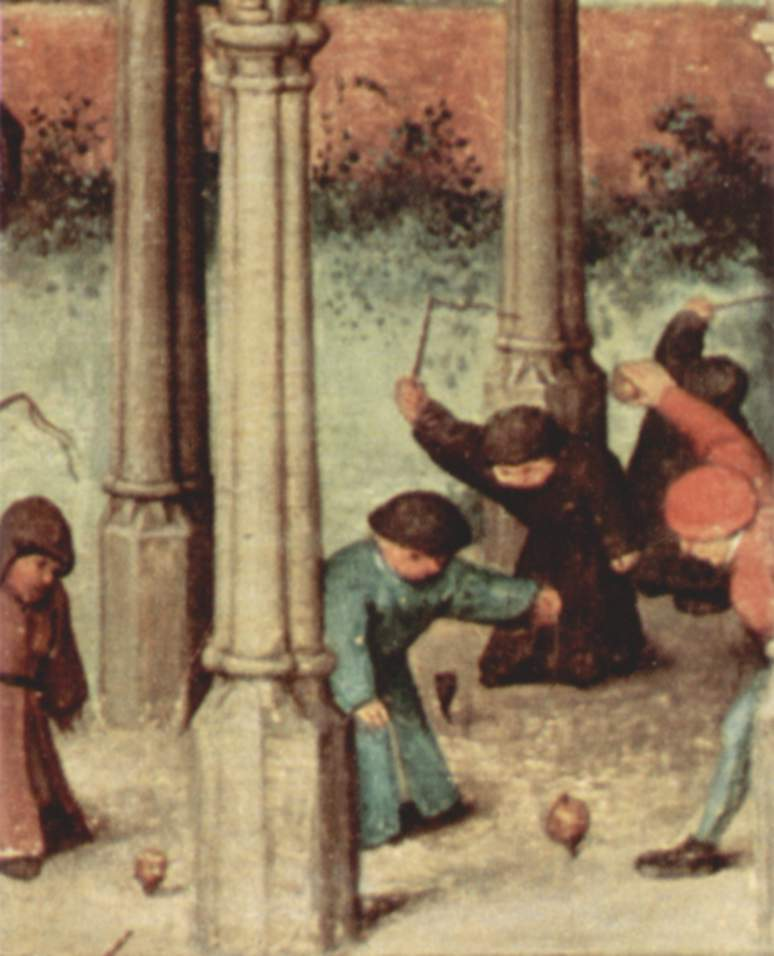
ピーテル・ブリューゲル「子どもの遊戯」の一部、子供がぶちゴマであそぶ図（16世紀）

ぶちゴマ（不精ゴマ、叩きゴマ、鞭ゴマとも）は、独楽を回し方で分けた場合の類型のひとつで、叩いて回す独楽である。現在の日本では東北、及び九州地方を除いて、なじみが薄い。

## 概説
ぶちゴマは、叩きゴマとも言い、独楽の胴体の側面を、鞭のようなもので叩いて回すものである。回し始めは紐を巻き付けて投げゴマのようにするものもあるが、それ以降に叩いて勢いをつける点で異なる。
別名を不精ゴマと言う。これは、叩くと動く、の意味である。日本でも古くから知られてはいるようだが、あまり見かけず、商品としては皆無と言ってよい。しかしヨーロッパではむしろこちらの方がなじまれているようで、古くから絵やマンガなどに独楽が登場する場合、ぶちゴマである場合が多い。
恐らく、後述のように、ぶちゴマには始めは紐を巻いて、それを引っ張って回すものがあるので、投げゴマはこの型の独楽から作り出されたものと思われる。なお、ヨーロッパの投げゴマはその形もぶちゴマと大差ない。

## 歴史
独楽の始まりはひねりゴマであると考えられるが、実際に残された記録はぶちゴマの方が多い。最古のそれはエジプトの推定紀元前1400-2000年から出土したものである。ヨーロッパ方面においては、古い時代の独楽の描写や絵画、木版画や銅版画はそのほとんどがぶちゴマのものである。古代ギリシャでもアリストパネスの喜劇に叩かれる独楽の描写がある。
ヨーロッパでは、17世紀以降、次第に投げゴマの描写が見られるようになる。日本では江戸時代まではぶちゴマも投げゴマも記録があるが、江戸時代後期より、次第に投げゴマが圧倒的に多くなる。恐らく、この辺りで投げゴマに淘汰されてしまったものと思われる。ヨーロッパでは投げゴマとぶちゴマがほぼ半ばする様相である。

## 特徴と回し方
軸のない胴だけの独楽が多い。叩く面が広く必要なので、縦長の逆円錐形か、それに近い、タケノコのような形である。丸太を適当な長さに切って、先端を尖らせればそれらしい姿になる。下の端に短いクギ様の軸を持つものもある。凝ったものでは、上面に彫り込まれた模様があったり、側面に溝が掘られているものもある。鞭で叩いて回すため、あまり大きいものはなく、大半のものはせいぜい一握り程度の大きさである。ヨーロッパでは、数人が共同で叩いて回す、かなり大きいものもある。
付属品として鞭が必要。棒の先に紐や布など、柔らかくしなるものを取り付けた物である。
回す時は、まずしかるべき場所に独楽を寝かせて置く。それから、これを鞭で叩く。胴体の側面を、回転するように叩くのがこつである。うまく行けば、独楽は叩かれた方向へ飛んで行き、そこで立ち上がって回り始める。そのままでは次第に回転が落ちるから、再びそれを横から叩く。叩かれるとまた飛んで行って回る。これを繰り返すものである。
寝かせるのではなく、石などにもたせ掛けてから叩く方法もある。また、最初だけは独楽の胴体に紐を巻き、その状態で床や地面に置き、紐をひいて回転させるものもある。その後は横から叩いて勢いをつける点は同じである。
遊びとしては、叩かれて飛びながら回り続けさせるところに楽しみがある。互いにぶつけ合ったりする遊びもある。その辺りは投げゴマと同じであるが、回している際中に鞭で叩くので、その位置を調整しやすく、ぶつけ合うのも比較的やさしい。しかし、それ以上複雑な遊びに発展させづらい面がある。投げゴマに見られるさまざまな技もないようである。

## 種類
構造的には簡単な独楽であり、世界各地に伝承がある。日本にもあちこちにあるようだが、現在まで生き残っているもの、商品などにされているものはまずない。日本の場合、子供のおもちゃとしての独楽はほとんど投げゴマに占められてしまったようである。
沖縄の石垣島では土産物としてこの型の独楽がある。この独楽はヤシの葉で作った鞭で叩いて回す。最初は紐を巻いて回すので、付属の鞭は支柱の先に紐とヤシの鞭がついたものである。
なお、九州には多くの種類の変わった形の投げゴマが伝承されているが、その多くは縦長の胴で、下側が逆円錐形で、その先端にクギのような芯が打ち込まれたものである。佐世保独楽がその代表であるが、これらはぶちゴマが起源である可能性がある。